# Rusk County, Texas
Rusk County är ett administrativt område i delstaten Texas, USA. År 2010 hade county 53 330 invånare (2010). Den administrativa huvudorten (county seat) är Henderson. Countyt har fått sitt namn efter politikern och juristen Thomas Jefferson Rusk.

## Geografi
Enligt United States Census Bureau har countyt en total area på 2 432 km². 2 393 km² av den arean är land och 39 km² är vatten.

### Angränsande countyn
- Gregg County - norr
- Harrison County - nordost
- Panola County - öster
- Shelby County - sydost
- Nacogdoches County - söder
- Cherokee County - sydväst
- Smith County - nordväst

### Orter
- Henderson (huvudort)
- New London
- Overton (delvis i Smith County)